# ریش‌مرغ زرنگار
ریش‌مرغ زرنگار (نام علمی: Capito auratus) نام یک گونه از تیره ریش‌مرغان آمریکایی است. این گونه دارای بدنی به طول ۲۰ سانتی‌متر است. باربت گوشواره‌ای با یک سر بزرگ و نوک ستبر است. زیرتنه، دم، بال‌ها دارای یک طرح نقاب مانند است که به سیاهی می‌زند. این گونه در بولیوی، برزیل، کلمبیا، اکوادور، و ونزوئلا، در حوضه رود اورینوکو و غرب حوضه آمازون یافت می‌شود و این گونه میوه‌خوار است.